# Siete novias para siete hermanos
Siete novias para siete hermanos (1954) es un musical romántico dirigido por Stanley Donen y protagonizado, en los papeles principales, por Howard Keel y Jane Powell. Con música de Saul Chaplin y Gene de Paul, letra de Johnny Mercer y un guion de Albert Hackett, Frances Goodrich y Dorothy Kingsley, la historia se centra en el cuento The Sobbin' Women, de Stephen Vincent Benét, y en la leyenda del rapto de las sabinas.

## Sinopsis
El mayor de los siete hermanos salvajes Pontipee, Adam (Howard Keel), decide casarse con la guapa Milly (Jane Powell) y llevarla a la cabaña, junto a sus seis hermanos. Estos, entonces, deciden bajar al pueblo y conseguir una mujer para cada uno.

## Reparto
Hermanos y sus novias:
- Howard Keel (Adam) y Jane Powell (Milly).
- Jeff Richards (Benjamin) y Julie Newmar (Dorcas).
- Matt Mattox (Caleb) y Ruta Lee (Ruth).
- Marc Platt (Daniel) y Norma Doggett (Martha).
- Jacques d'Amboise (Ephraim) y Virginia Gibson (Liza).
- Tommy Rall (Flor (Florindo)) y Betty Carr (Sarah).
- Russ Tamblyn (Gideon) y Nancy Kilgas (Alice).

## Premios
1954: Oscar: Mejor banda sonora Musical. Cinco nominaciones en 1954: BAFTA: Nominada a mejor película
1954: National Board of Review: Top 10 Mejores películas.

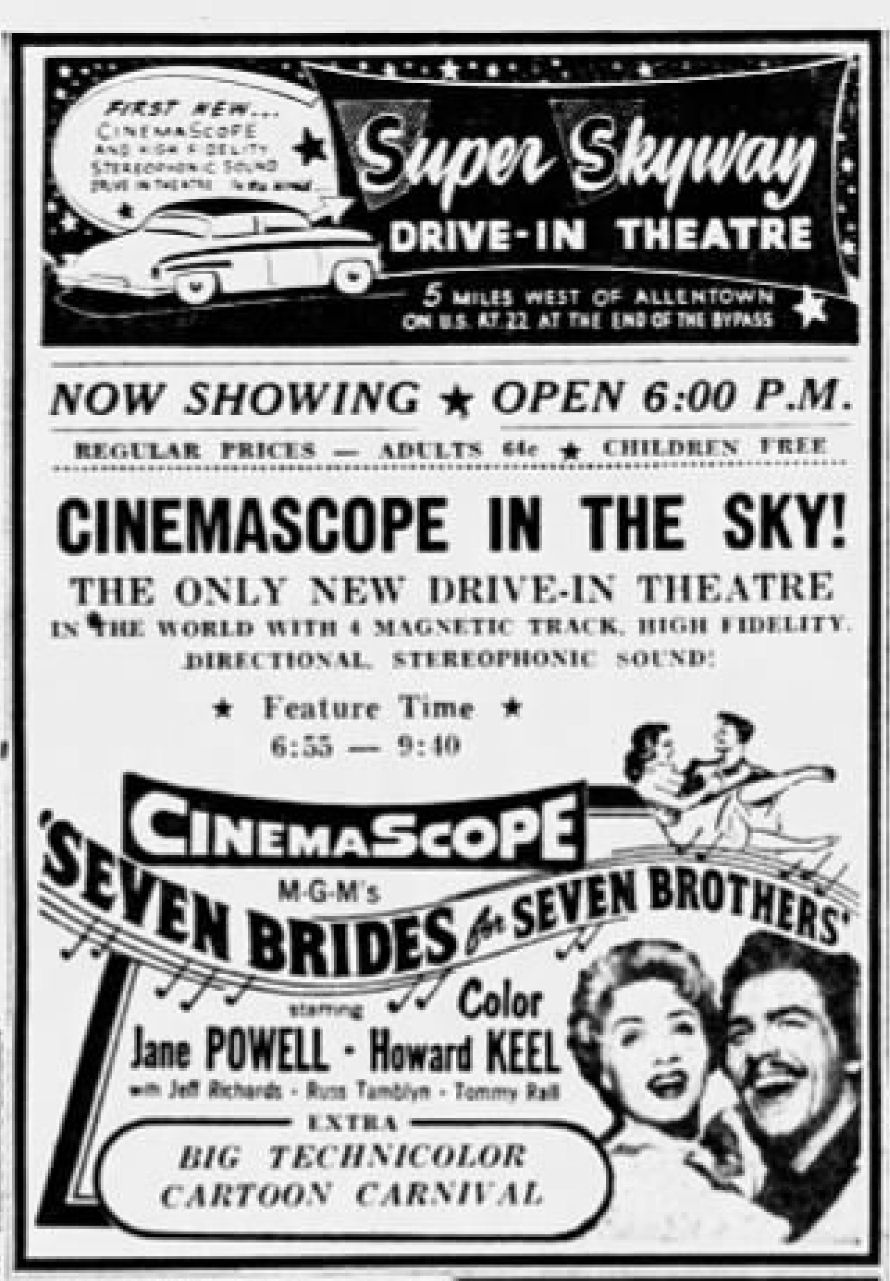
Anuncio de la proyección en un autocine.